# Вълчо Жикич
Вълчо или Велчо Жикич или Джикич (на сръбски: Велчо, Вук, Влчо, Вуча Жикић, Џикић) е важна фигура в Първото сръбско въстание. Той е основател, строител и командир на укрепването на Делиград.

## Биография
Роден е в 50-те или 60-те години на XVIII век в гостиварското село Маврово, тогава в Османската империя. Като младеж заминава за Шумадия, където се занимава с механджийство. По време на Австро-турската война (1787-1791) и създаването на Кочина крайна се включва във въстанието и е приет за австрийски фрайкор. При падането на Крайната се оттегля с австрийската войска като капитан и участва във Френско-австрийската война.
При избухването на Първото сръбско въстание в 1804 година, Жикич със своя племенник Кузман напуска Австрия, като се отказва от военната си пенсия, и заминава за Сърбия като доброволец. Възползвайки се от офицерския си опит, се отдава на укрепването на Делиград, която остава непревзета до края на въстанието в 1813 г. Вуча Жикич загива на 14 април 1807 г. в схватка с османците.